# Sphaerocylichna
Sphaerocylichna is een geslacht van weekdieren uit de klasse van de Gastropoda (slakken).

## Soorten
- Sphaerocylichna atyoides (Thiele, 1925)
- Sphaerocylichna incommoda (E. A. Smith, 1891)